# Yanar Dagh
Yanar Dagh (azerbajdžansko Yanar Dağ, dob. »goreča gora«) je ogenj zemeljskega plina, ki neprekinjeno gori na pobočju na polotoku Abšeron ob Kaspijskem jezeru blizu Bakuja, glavnega mesta Azerbajdžana (država, ki je sama znana kot Ognjena dežela). Plamen bruha 3 metre v zrak iz tanke, porozne plasti peščenjaka.
Za razliko od blatnih vulkanov plamen Yanar Dagh gori dokaj enakomerno, saj se napaja s stalnim pronicanjem plina iz podzemlja. Ni pronicanja blata ali tekočine, kar ga razlikuje od bližnjih blatnih vulkanov Lokbatan ali Gobustan. Trdi se, da je bil plamen Yanar Dagh opažen šele, ko ga je v 1950-ih pomotoma prižgal pastir.
Upravno Yanar Dagh pripada okrožju Abšeron v Azerbajdžanu. Na ozemlju Yanar Dagh je bil s predsedniškim odlokom z dne 2. maja 2007 ustanovljen Državni zgodovinsko-kulturni in naravni rezervat, ki deluje v okviru Državne agencije za turizem Azerbajdžanske republike. Po večji prenovi med letoma 2017 in 2019 sta bila na območju rezervata odprta muzej Yanar Dagh in razstava kamna Yanar Dagh Cromlech.
Od prvega tisočletja pr. n. št. je ogenj služil kot povezava med ljudmi in nadnaravnimi silami v zaratustrski veri.

## Geografija
Ogenj Yanar Dagh neprestano gori. Plameni izvirajo iz odprtin v formacijah peščenjaka in se dvigajo do višine 10 metrov (v drugih referencah so omenjene različne številke) na dnu 10 metrov široke strmine pod pobočjem hriba. Yanar Dagh je azerbajdžanski geološki zavod opisal kot »Intenzivni plameni, visoki do 1 metra, ki se razvijajo 15 metrov vzdolž dna 2–4 metre visoke in 200 metrov dolge tektonske škarpe«. Površinski plameni so posledica enakomernega emisije plina iz spodaj ležečih tal.
Celo površino potokov v bližini ognja Yanar Dagh je mogoče vžgati z vžigalico. Ti potoki, ki so sicer videti mirni, so znani kot Yanar Bulag, tj. 'goreči izviri'. V bližini reke Vileščaj je več takih izvirov, kjer se domačini kopajo v zdravilnih kopelih.
Alexandre Dumas je med enim od svojih obiskov na tem območju opisal podoben ogenj, ki ga je videl v regiji znotraj enega od zaratustrskih templjev ognja, zgrajenih okoli njega. Danes na svetu obstaja le peščica ognjenih gora, večina pa jih je v Azerbajdžanu. Zaradi velike koncentracije zemeljskega plina pod Abšeronskim polotokom so tam vso antiko goreli naravni plameni, o katerih so poročali zgodovinski pisci, kot je Marco Polo.
Večina blatnih vulkanov je ob cesti Baku-Šamakhi, približno 40 kilometrov od mesta.

## Vzroki
Ponujeni razlog za požare Yanar Dagh je posledica ogljikovodikov, ki izhajajo izpod površja Zemlje. Poleg Yanar Dagha je najbolj znano mesto takšnega požara tempelj ognja v bližini Bakuja ob Velikem Kavkazu, ki je versko mesto, znano kot atešgah, kar pomeni tempelj ognja. Ugotovljeno je bilo tudi, da bi lahko bili takšni požari vzrok za 'toplotni metamorfizem'.
Tako kot plameni v Yanar Daghu je bil Atešgah plamena v Bakuju manifestacija pronicanja zemeljskega plina iz poroznih slojev, toda naravni tok v Atešgahu se je pred časom prenehal in plameni, ki jih tam vidimo zdaj, napajajo iz plinovoda za turistični učinek - medtem ko so tisti v Yanar Daghu še vedno popolnoma naravni.
Glede na študijo, ki so jo izvedli znanstveniki in geologi Azerbajdžanskega geološkega zavoda, so analize štirih vzorcev, vzetih iz Yanar Dagha, pokazale, da je bilo območje največjega toka na zgornji strani škarpe preloma – prav na območju, iz katerega izvirajo plameni. Zabeležena vrednost mikropronicanja je bila v območju 103 mg m−2 d−1 na približno 30 metrih od požara, na zgornjem delu študijskega območja. Ugotovljeno je bilo, da je območje razplinjevanja večje od izmerjene površine in je zelo verjetno, da je mikropronicanje razširjeno vzdolž območja preloma. Ta škarpa preloma se domneva kot del ogromne strukture Balakhany-Fatmai na polotoku Abšeron.

## Državni zgodovinski, kulturni in naravni rezervat Yanar Dagh
Da bi zaščitili to znamenitost in podprli turizem na tem območju, je bil s predsedniškim odlokom z dne 2. maja 2007 ustanovljen državni zgodovinski, kulturni in naravni rezervat Yanardagh. Deluje pod nadzorom državne agencije za turizem in se nahaja v vasi Mammadli (okrožje Abšeron). Po večjih prenovah med letoma 2017 in 2019 sta bila na ozemlju rezervata odprta muzej Yanar Dagh in razstava kamna Yanar Dagh Cromlech. Rezervat obsega 64,55 ha površine z amfiteatrom s 500 sedeži za koncerte na prostem. Ima muzej s tremi conami z razstavami, na katerih so prikazani starodavni kamni in deli rokodelstva, ki so jih uporabljali domačini. Obstajajo tudi nagrobniki, starodavni kurgani in dve grobišči z zgodovinskimi grobovi.
- Državni zgodovinski, kulturni in naravni rezervat Yanar Dagh
- rezervat Yanar Dagh
- Razstava kamnaYanar Dagh kromleh